# Peronosporales
Ordre
Les Peronosporales sont un ordre de champignons oomycètes, dont de nombreuses espèces sont des agents phytopathogènes, notamment des mildious.
Certaines espèces sont responsables de maladies de plantes ayant une grande importance économique. On peut citer notamment le mildiou de la pomme de terre (Phytophthora infestans, la moisissure bleue du tabac (Peronospora hyoscyami), la mort subite du chêne (Phytophthora ramorum) ou la pourriture du cœur de l'ananas et le dépérissement terminal de l'eucalyptus dues à Phytophthora cinnamomi.

## Liste des familles
Selon Catalogue of Life (28 février 2019) :
- famille des Crypticolaceae
- famille des Ectrogellaceae
- famille des Myzocytiopsidaceae
- famille des Not assigned
- famille des Peronosporaceae
- famille des Pontismataceae
- famille des Pythiaceae
- famille des Pythiogetonaceae
- famille des Salisapiliaceae
- famille des Sirolpidiaceae

Selon ITIS (28 février 2019) :
- famille des Albuginaceae
- famille des Peronosporaceae
- famille des Pythiaceae

Selon NCBI (28 février 2019) :
- famille des Peronosporaceae
- famille des Salisapiliaceae Hulvey, Nigrelli, Telle, Lamour & Thines 2010
- Peronosporales incertae sedis